# Свети Георги (Плевен)
Вижте пояснителната страница за други значения на Свети Георги.
„Свети Георги Победоносец“ е православен параклис-мавзолей в град Плевен, България.

## Местоположение
Намира се на площад „Възраждане“ в центъра на града.

## История
Проектът на мавзолея е на архитект Пенчо Койчев, а изграждането е възложено на Иван Наумов от Смърдеш. В каменоделските дейности участват и войводите на ВМОРО, прибрали се в България след Илинденското въстание Васил Чакаларов, Пандо Кляшев и Лазар Киселинчев. Строителството е завършено през 1907 година.
Построен е в памет на православните войници, загинали при Обсадата на Плевен през 1877 – 1878 година, останките на много от които са погребани в криптата на параклиса. Мавзолеят „Св. Георги Победоносец“ е посветен на падналите при Плевен 31 000 руски и 7500 румънски войници. Построен е през периода 1903 – 1907 г. с доброволно дарени средства от българския народ. Иконостасът и иконите са творби на видните художници Иван Мърквичка и Антон Митов.